# Branchinella australiensis
Branchinella australiensis är en kräftdjursart som först beskrevs av Ferdinand Richters 1876.  Branchinella australiensis ingår i släktet Branchinella och familjen Thamnocephalidae. Inga underarter finns listade.